# Cissites maculata
Cissites maculata (denominado popularmente, no Brasil, arrebenta-bois, em português) é um inseto da ordem Coleoptera e da família Meloidae; um besouro cujo habitat são as florestas tropicais e os campos da América do Sul e América Central; sendo relativamente difíceis de encontrar, do norte da Argentina e do território da Mata Atlântica brasileira ao Peru, Colômbia, Venezuela, Guianas, Panamá e Antilhas, porém com registros isolados questionáveis na Costa Rica, Nicarágua, México e sul dos Estados Unidos, onde ocorre Cissites auriculata Champion, 1892, que apresenta manchas menos arredondadas em sua superfície.

## Descrição e hábitos
A espécie foi descrita pelo padre e naturalista sueco Nils Samuel Swederus, em 1787, com a denominação Cucujus maculatus; apresenta élitros de coloração laranja a abóbora, lisos e manchados com grandes pontos negros irregulares, um grande protórax e uma cabeça grande e larga, com grandes mandíbulas negras nos machos. Seu corpo é totalmente alaranjado e volumoso.  Em seu ciclo de vida, suas larvas tornam-se cleptoparasitas de ninhos de abelhas mamangava-de-toco (ordem Hymenoptera; família Xylocopidae; gênero Xylocopa). Quando se sente ameaçado de predação, libera uma substância chamada cantaridina que, em contato com a pele humana, produz bolhas. Se um animal maior comê-lo, será provavelmente sua última refeição (o que o Meloidae tenta alertar através de suas cores aposemáticas), por isso o nome arrebenta-bois.

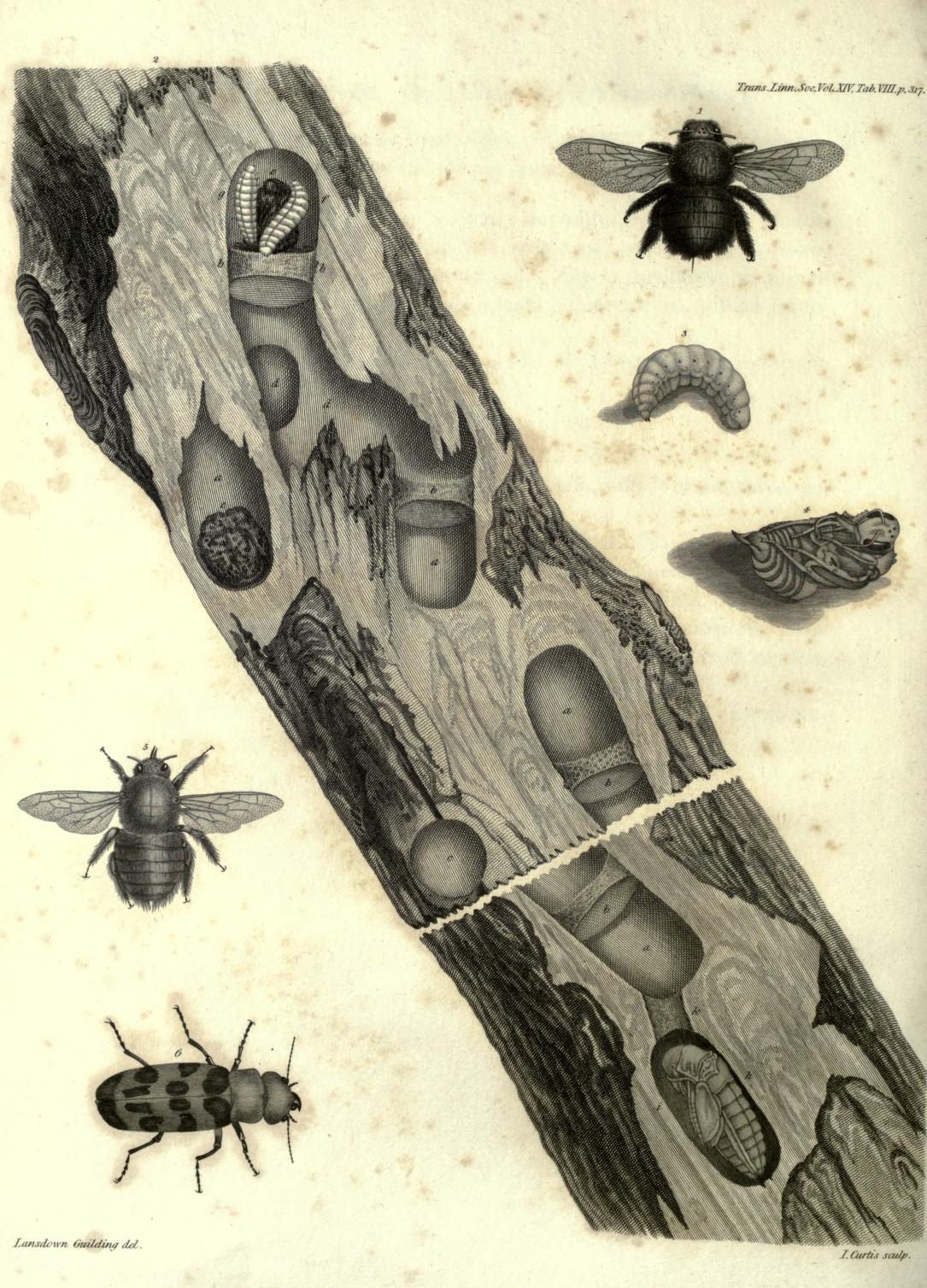
Ilustração do arrebenta-bois, C. maculata, e ninho de abelha Xylocopa.